# Красівка (Бердичівський район)
Кра́сівка — село в Україні, у Бердичівському районі Житомирської області. Населення становить 388 осіб.

## Географія
Село розташоване на правому березі річки Горбатки, правої притоки Пустохи.

## Історія села
Точне походження назви села Красівки не відоме. Існують проте такі перекази: На старих картах землекористування графа Адольфа Івановича Грохольського зазначено, що через село протікала річка Красавка. (Розповідь очевидця — Кукурузи Григорія Андрійовича, який користувався цією картою в 1920 році при розподілі поміщицької землі).
Першими поселенцями була сім'я Терлецьких, які жили в лісі і займалися перегонкою дьогтю, бджільництвом і сільським господарством. Цю сім'ю вижили з лісу нападники і вона поселилася в другому місці лісу, де зараз знаходиться село. Колишній центр села знаходився в західній частині сучасного центра.
Жителі с. Красівка були кріпаками графа Адольфа Івановича Грохольського (латинського віросповідання в 1719 р., який жив в с. Червоному, у костьолі). В с. Красівці він тримав 1700 десятин землі.
В 1865 році було 51 двір селян. Графиня Ванда Грохольська займала 50 десятин 2274 кв. сажнів землі і польової землі 123 десятини 2317 кв. сажнів. (ф.225, оп.1, діло 427). Це земля, яку селяни викупляли із володінь графині Грохольської після розкріпачення. Після смерті графа Грохольського графиня продала землю поміщику Федору Артемовичу Терещенку.
Невідємною складовою села Красівка був хутір Чехи, який
зараз носить назву Дубівка. Через розлогі дуби в лузі навколо.
В колгоспі були  і є допоміжні виробництва: млин, кузня, пасіка, ставок, була тракторна ремонтна майстерня.
Зараз прцюють ТОВ «Красівське» та «Акома плюс», які виробляють борошно та олію.
З 1913 року по 1963 рік по с. Красівка збудовано 160 індивідуальних житлових будівництв громадян. Збудовано: контора колгоспу, сільмаг, дитячі ясла, ферма, ремонтно-тракторна майстерня, артезіанський колодязь; побудований — клуб, фельдшерсько-акушерський пункт, 8 — річна школа, яка зараз перетворилася на сучасну 11-річну, на базі якої і створений музей.
За роки радянської влади село радіо та електрифіковано. В селі прокладено дороги, село газифіковано.

## Населення
Згідно з переписом УРСР 1989 року чисельність наявного населення села становила 452 особи, з яких 185 чоловіків та 267 жінок.
За переписом населення України 2001 року в селі мешкало 385 осіб.

### Мова
Розподіл населення за рідною мовою за даними перепису 2001 року:
| Мова       | Відсоток |
| ---------- | -------- |
| українська | 99,23 %  |
| російська  | 0,52 %   |
| інші       | 0,25 %   |